# Epilessia tipo assenza infantile
L'epilessia tipo assenza infantile o picnolessia è una forma molto comune di epilessia generalizzata caratterizzata da repentina e fugace perdita di coscienza nei bambini in età scolare.

## Epidemiologia
La picnolessia rappresenta circa il 10-12% di tutte le epilessie in età scolare, con massima incidenza tra i 5 e i 7 anni e nel sesso femminile. Come per le altre forme di epilessia, la picnolessia ha una forte predisposizione familiare.

## Profilo clinico
Tipicamente, la picnolessia si caratterizza per rapide e fugaci perdite di coscienza che si verificano con cadenza plurigiornaliera; in questo senso, la picnolessia rappresenta il quadro più classico di assenza tipica. Le perdite di coscienza, repentine, non si associano a crisi motorie e durano dai 5 ai 20 secondi; considerata l'età e l'assenza di manifestazioni tonico-cloniche, molto spesso i bambini affetti vengono notati dagli insegnanti.

## Profilo diagnostico
Le crisi di assenza possono essere evocate dall'iperpnea (si invita il bambino a soffiare ripetutamente per far muovere una piccola girandola) o dal sonno non-REM. Con questi accorgimenti è possibile registrarle l'attività elettrica cerebrale durante la crisi mediante il tracciato elettroencefalografico; infatti nel contesto di un ritmo di fondo regolare, compaiono complessi punta-onda a 3 cicli per secondo (3 Hz) durante la crisi. Tale reperto è sufficiente a far diagnosi.

## Terapia e prognosi
La strategia terapeutica si basa sull'uso di acido valproico o di etosuccimide; quest'ultimo, benché gravato da minori effetti collaterali, non ha la stessa efficacia nel controllare le crisi tonico-cloniche che possono associarsi alle crisi di assenza. Quest'ultimo aspetto deve essere preso in considerazione poiché, dopo 10 anni, in circa il 40-60% dei casi, possono svilupparsi crisi di grande male. Tuttavia, nel restante 30-40% dei casi si ha una remissione completa della sintomatologia nell'età adulta.